# Gertie Löweström
Gertie Löweström, Gertrud Lovisa Löweström, född 8 juli 1898 i Alingsås, död 21 november 1982 i Göteborg, var en svensk skådespelare.
Hon var från 1932 gift med skådespelaren och sångaren Einar Fagstad. De är begravda på Landskyrkogården i Alingsås.

## Filmografi (urval)
- 1917 – Revelj
- 1922 – Anderssonskans Kalle
- 1924 – Löjen och tårar
- 1934 – Sången om den eldröda blomman
- 1935 – Järnets män
- 1955 – Kvinnodröm

## Teater

### Roller (ej komplett)
| År   | Roll         | Produktion                            | Regi              | Teater                        |
| ---- | ------------ | ------------------------------------- | ----------------- | ----------------------------- |
| 1923 | Lena         | Janssons frestelse Sigurd Wallén      | Algoth Gunnarsson | Folkets hus teater            |
| 1925 |              | Öregrund-Östhammar Selfrid Kinmansson | Axel Hultman      | Vanadislundens friluftsteater |
| 1928 | Laisa Lawson | Yon Yonson Algot Sandberg             | Ernst Fastbom     | Folkets hus teater            |

## Radioteater

### Roller
| År   | Roll        | Produktion                                       | Regi      |
| ---- | ----------- | ------------------------------------------------ | --------- |
| 1956 | Fru Altmann | Tempo, tempo (Der Terminkalender) Max Gundermann | Åke Falck |